# Göteborgs förskoleseminarium

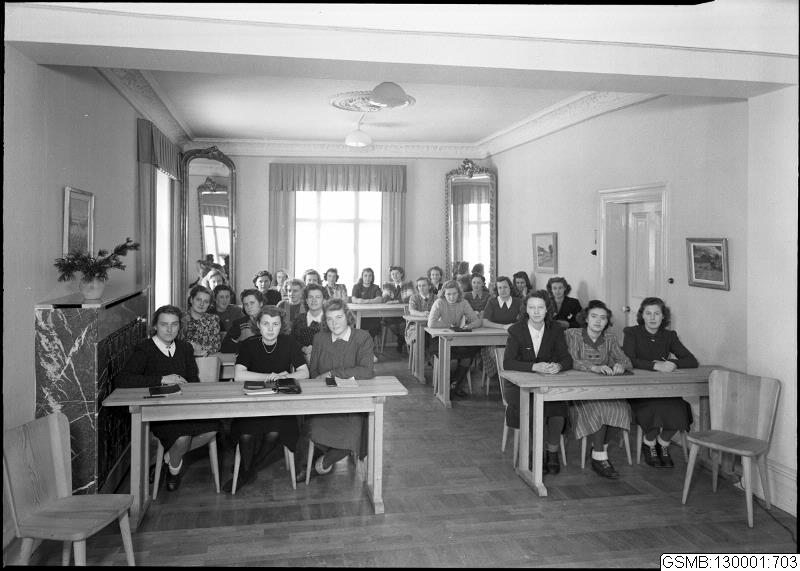
Elever vid Göteborgs förskoleseminarium, troligen 1940-talet.

Karl Johansgatan i Göteborg, omkring 1900, med seminariebyggnaden till vänster i bilden.

Göteborgs förskoleseminarium var ett förskoleseminarium i Göteborg. Det grundades efter beslut i stadsfullmäktige 1944.
År 1963 togs huvudmannaskapet för seminariet över av staten. År 1977 blev det en institution i Göteborgs universitet. 
Seminariet låg i lokaler på Karl Johansgatan 31 i Majorna, nuvarande Huldas hus, fram till 1970.  Verksamheten flyttade då till Jungmansgatan 12 i Masthugget.
Förskoleseminariet hade även en barnträdgård/lekskoleavdelning, som lades ner 1960.

## Byggnaden
Förskoleseminariet flyttade vid etablerandet in en byggnad från slutet av 1800-talet vid Karl Johansgatan. Den hade ursprungligen bebotts av fiskhandlaren Hulda Sköldberg och hennes man, konservfabrikören Oscar Olsson. Efter Hulda Sköldbergs död 1940, köptes den av Göteborgs stad.
År 2009 inrättades det som "Huldas hus", ett hus som är en mötesplats och resurs för hemlösa kvinnor i regi av kommunens socialförvaltning.